# Klemens Skibicki
Klemens Skibicki (* 29. März 1972 in Köln) ist ein deutscher Wirtschaftshistoriker und ehemaliger Hochschullehrer.

## Leben
Nach seinen Diplom-Abschlüssen zunächst in Betriebswirtschaftslehre und anschließend Volkswirtschaftslehre an der Universität zu Köln promovierte er am gleichen Ort am Seminar für Wirtschafts- und Sozialgeschichte als wissenschaftlicher Mitarbeiter von Toni Pierenkemper zum Dr. rer. pol. im Fach Wirtschaftsgeschichte. Zwischen 2004 und 2019 war er Professor für Marketing und Marktforschung an der Cologne Business School.

## Wirken
2006 gründete er gemeinsam mit Frank Mühlenbeck die Unternehmensberatung Brain Injection Ltd. & Co. KG. Seit 2012 gehört Brain Injection zur Convidera GmbH.
Anfang 2010 gründete Skibicki gemeinsam mit Frank Mühlenbeck sowie Christian Solmecke und Ralf Höcker das Deutsche Institut für Kommunikation und Recht im Internet (DIKRI) als An-Institut an der Cologne Business School. Thematisch bewegt sich Skibicki im Bereich Digitale Transformation von Unternehmen, Branchen und Standorten, speziell Social Media Marketing, Social Commerce und Markenführung im digital vernetzten Zeitalter sowie gesellschaftliche Auswirkungen der sozialen Medien des Web 2.0.
Von Januar 2013 bis Juli 2018 war Skibicki Kern-Mitglied des Beirates Junge digitale Wirtschaft beim Bundesministerium für Wirtschaft und Technologie. Ab 2014 war Skibicki Mitglied des Botschafter-Kreises für den Bereich Unternehmen rund um den Beauftragten für die Digitale Wirtschaft, Tobias Kollmann, und des Wirtschaftsministers von Nordrhein-Westfalen Garrelt Duin.

## Veröffentlichungen
- Klemens Skibicki: Das DJ-Prinzip des Managements; Handlungsorientiertes Wissen für Führen und Entscheiden im digital vernetzten Zeitalter. Springer Gabler, Wiesbaden 2020, ISBN 978-3-658-31010-3
- Klemens Skibicki, Frank Mühlenbeck: Die TOP 100-Strategie für Social Media Marketing. 100 Praxis-Tipps zur Positionierung Ihrer Marke und zum Verkauf Ihrer Produkte mit Facebook, YouTube, Twitter & Co. BoD, Norderstedt 2010, ISBN 978-3-8391-8197-3
- Ralf Höcker, Klemens Skibicki, Frank Mühlenbeck: Lexikon der Internetfallen. Was Ihnen im Netz blühen kann und was Sie dagegen tun können. Ullstein Verlag, Berlin 2010, ISBN 978-3-548-37322-5
- Klemens Skibicki, Frank Mühlenbeck: Verbrauchermacht im Internet. Geld sparen, Geld verdienen, Recht bekommen. BrunoMedia Buchverlag, Köln 2008, ISBN 978-3-9811506-8-1
- Klemens Skibicki, Frank Mühlenbeck: Wir sind das Web. Erfolgreicher flirten, professioneller bewerben, gezielter shoppen – so nutzen Sie die Chancen des neuen Internet-Zeitalters. Band 2 Verbrauchermacht im Internet, BrunoMedia Buchverlag, Köln 2008, ISBN 978-3-9811506-9-8
- Klemens Skibicki, Frank Mühlenbeck: Community Marketing Management. Wie man Online-Communities im Internet-Zeitalter des Web 2.0 zum Erfolg führt. 2. Auflage. Books on demand, Norderstedt 2008, ISBN 978-3-8334-9262-4
- Klemens Skibicki, Frank Mühlenbeck: Verkaufsweg Social Commerce. Blogs, Podcasts, Communities – Wie man mit Web 2.0 Marketing Geld verdient. Books on demand, Norderstedt 2007, ISBN 978-3-8334-9686-8
- Klemens Skibicki: Industrie im oberschlesischen Fürstentum Pless im 18. und 19. Jahrhundert: zur ökonomischen Logik des Übergangs vom feudalen Magnatenwirtschaftsbetrieb zum modernen Industrieunternehmen. Franz Steiner Verlag, Stuttgart 2002, ISBN 978-3-515-08036-1